# Estadio Julio Armando Cobar
Estadio Julio Armando Cobar (oficjalna nazwa: Estadio Municipal de San Miguel Petapa) – stadion piłkarski w gwatemalskim mieście San Miguel Petapa, w departamencie Gwatemala. Obiekt może pomieścić 7 800 widzów, a swoje mecze rozgrywa na nim drużyna Deportivo Petapa.
Stadion został oddany do użytku w 1979 roku. Koszt jego budowy wyniósł ok. 3 000 quetzali. W 2008 roku został poddany gruntownej renowacji, której koszt wyniósł 6 500 000 quetzali (ok. 650 000 dolarów). Jako jeden z nielicznych stadionów w Gwatemali spełnia wymogi FIFA, dzięki czemu mogą być na nim rozgrywane mecze międzynarodowe.
Po awansie Deportivo Petapa do najwyższej klasy rozgrywkowej został pierwszym stadionem w pierwszej lidze gwatemalskiej ze sztuczną nawierzchnią.